# Poecilochlora
Poecilochlora là một chi bướm đêm thuộc họ Geometridae.